# عبد الله بن الصديق الغماري
عبد الله بن الصديق الغماري فقيه وعالم دين مسلم من المغرب.

## نسبه
هو الحافظ السيد أبو الفضل عبد الله ابن العلاَّمة أبي عبد الله شمس الدين محمد ابن الولي الكبير سيدي محمد الصديق ابن سيدي أحمد بن محمد بن قاسم بن محمد بن محمد بن عبد المؤمن الغماري الطنجي بن محمد بن عبد المؤمن بن علي ابن الحسن بن محمد بن عبد الله بن أحمد بن عبد الله بن عيسى بن سعيد بن مسعود بن الفضيل ابن علي بن عمر بن العربي علال بن موسى ابن أحمد بن داود ابن إدريس ابن مولانا إدريس الأكبر بن عبد الله بن الحسن المثنى ابن الحسن ابن الإمام علي. وُلد في آخر يوم من جمادى سنة 1328هـ - 1910 طنجة.

## حياته العلمية
في البداية حفظ القرآن والمتون والتحق ب جامعة القرويين وحضر عدة شروح منها: شرح الخرشي، وحاشية أحمد بن الخيّاط وحضر شرح البخاري للقسطلاني وجمع الجوامع شرح المحلي من أوّله إلى كتاب السُّنّة. وأجازه السيد مهدي العزوزي. رجع إلى طنجة فدرّس بالزاوية الصديقيّة. سافر إلى مصر في 1930م والتحق بالأزهر. حصل على عالمية الأزهر في 1931.

## مؤلفاته

كتاب الرسائل الغمارية جزء فيه الرد على الألباني.

- الابتهاج بتخريج أحاديث المنهاج للبيضاوي.
- تخريج أحاديث لمع أبي إسحاق الشيرازي في الأصول.
- عقيدة أهل الإسلام في نزول عيسى في ءاخر الزمان.
- الردّ المحكم المتين على كتاب القول المبين.
- إتحاف الأذكياء بجواز التوسّل بسيد الأنبياء.
- الأربعون حديثًا الغمارية في شكر النعم.
- الأربعون حديثًا الصديقيّة في مسائل اجتماعية.
- الاستقصاء لأدلّة تحريم الاستمناء.
- سمير الصالحين في 3 أجزاء.
- حسن البيان في ليلة النصف من شعبان.
- فضائل القرآن.
- تشييد المباني لما حوته الآجرومية من المعاني.
- فضائل رمضان وزكاة الفطر.
- مصباح الزجاجة في صلاة الحاجة.
- قصص الأنبياء - طبع منه قصّة ءادم وإدريس وداود وسليمان.
- قرّة العين بأدلّة إرسال النبيّ إلى الثقلين.
- جواهر البيان في تناسب سور القرآن.
- نهاية الآمال في شرح وتصحيح حديث عرض الأعمال.
- الحجج البيّنات في إثبات الكرامات.
- واضح البرهان على تحريم الخمر في القرآن.
- دلالة القرآن المبين على أن النبيّ أفضل العالمين.
- النفحة الإلهية في الصلاة على خير البريّة.
- شرح الإرشاد في فقه المالكية.
- إعلام النبيل بجواز التقبيل.
- الفتح المبين بشرح الكنز الثمين.
- لقول المسموع في بيان الهجر المشروع.
- الصبح السافر في تحرير صلاة المسافر.
- الرأي القويم في وجوب إتمام المسافر خلف المقيم.
- إتقان الصنعة في بيان معنى البدعة.
- توضيح البيان لوصول ثواب القرآن.
- التحقيق الباهر في معنى الإيمان بالله واليوم الآخر.
- تنوير البصيرة ببيان علامات الساعة الكبيرة.
- الغرائب والوحدان في الحديث الشريف.
- التنصل والانفصال من فضيحة الإشكال.
- كيف تشكر النعمة.
- الإعلام بأن التصوُّف من شريعة الإسلام.
- ذوق الحلاوة بامتناع نسخ التلاوة.
- حسن التفهُّم والدرك لمسألة الترك.
- الأدلة الراجحة على فرضية قراءة الفاتحة.
- إزالة الالتباس عمّا أخطأ فيه كثير من الناس.
- إتحاف النبلاء بفضل الشهادة وأنواع الشهداء.
- المهدي المنتظر.
- الإحسان في تعقيب الإتقان في علوم القرآن.
- تمام المنة ببيان الخصال الموجبة للجنّة.
- كمال الإيمان في التداوي بالقرآن.
- استمداد العون في بيان كفر فرعون.
- توجيه العناية بتعريف الحديث رواية ودراية.
- غنية الماجد بحجية خبر الواحد.
- القول المقنع في الرد على الألباني المبتدع.
- إرشاد الجاهل الغوي إلى وجوب اعتقاد أن ءادم نبي.

## وفاته
توفي في طنجة عام 1413 هـ (1992 م)